# أحمد عكاري
أحمد عكاري (بالدنماركية: Ahmed Akkari)‏ (1978، لبنان -) هو ناشط سياسي دنماركي لبناني الأصل، اشتهر بسبب مناهضته للرسوم الكاريكاتورية المُسيئة للنبي محمد في صحيفة يولاندس بوستن، وظهر على العديد من وسائل الإعلام، شارك في إعداد منشور "عكاري-لبن" مع رئيس الجمعية الإسلامية في الدنمارك «أحمد أبو لبن»، الذي لعب دورًا رئيسيًا في الجدل حول الرسوم الكاريكاتورية، ولفت انتباه صناع القرار المؤثرين في الشرق الأوسط إلى القضية. وفي 2013 تغير موقفه تمامًا.

## نشأته
ولد أحمد عكاري في لبنان عام 1978، وهاجر مع عائلته سنة 1985 إلى الدنمارك، حيث حصلوا على حق اللجوء هناك، وبعد انتهاء الحرب الأهلية اللبنانية حصلوا على تصريح إقامة إنسانية عام 1994، وحصل على الجنسية الدنماركية عام 2005  

## الرسوم الكاريكاتيرية
بعد الرسوم الكاريكاتورية المُسيئة للنبي محمد في صحيفة يولاندس بوستن أصبح عكاري ناطقًا باسم اللجنة الأوروبية لنصرة النبي محمد ومقرها الدنمارك، والمتحدث باسم الجمعية الإسلامية في الدنمارك. وانتقد النائب الدنماركي ناصر خضر انتقادًا حادًا لمدافعته عن الرسوم الكاريكاتيرية.
وفي يوليو 2013 تغير موقف عكاري تمامًا، وأصبح مناؤيًا للإسلاميين، وترك عكاري منصبه بنفسه، وقال أنه بعتذر عن سلوكه أثناء أزمة الرسوم المُسيئة، بل التقى رسام الكاريكاتير كورت ويسترجارد واعتذر له شخصيًا.